# Мельников, Владимир Павлович (изобретатель)
Владимир Па́влович Ме́льников (7 декабря 1938, Ворошиловск — 22 октября 2024, Москва) — российский учёный, доктор технических наук (1995), профессор, почётный работник высшего профессионального образования Российской Федерации, профессор кафедры конструирования, технологии и производства радиоэлектронных средств Института радиоэлектроники, инфокоммуникаций и информационной безопасности ФГБОУ ВО «Московский авиационный институт» (национальный исследовательский университет (МАИ))Московский авиационный институт.
Действительный член Академии творческоведческих наук и учений (АТНУ) (2003), президент РОО «Общественная академия изучения проблем информациологической и прикладной аномалогии» (АИПАН) (2006), действительный член Межрегиональной общественной организации «Российская академия космонавтики им. К. Э. Циолковского» (1999). Является мастером спорта международного класса и чемпионом СССР по скоростным видам подводного плавания. Автор курса «Технологии оздоровления» в рамках программы «Московское долголетие». Племянник советского учёного, работавшего в области строительной механики и теории металлоконструкций, Николая Прокофьевича Мельникова.

## Биография

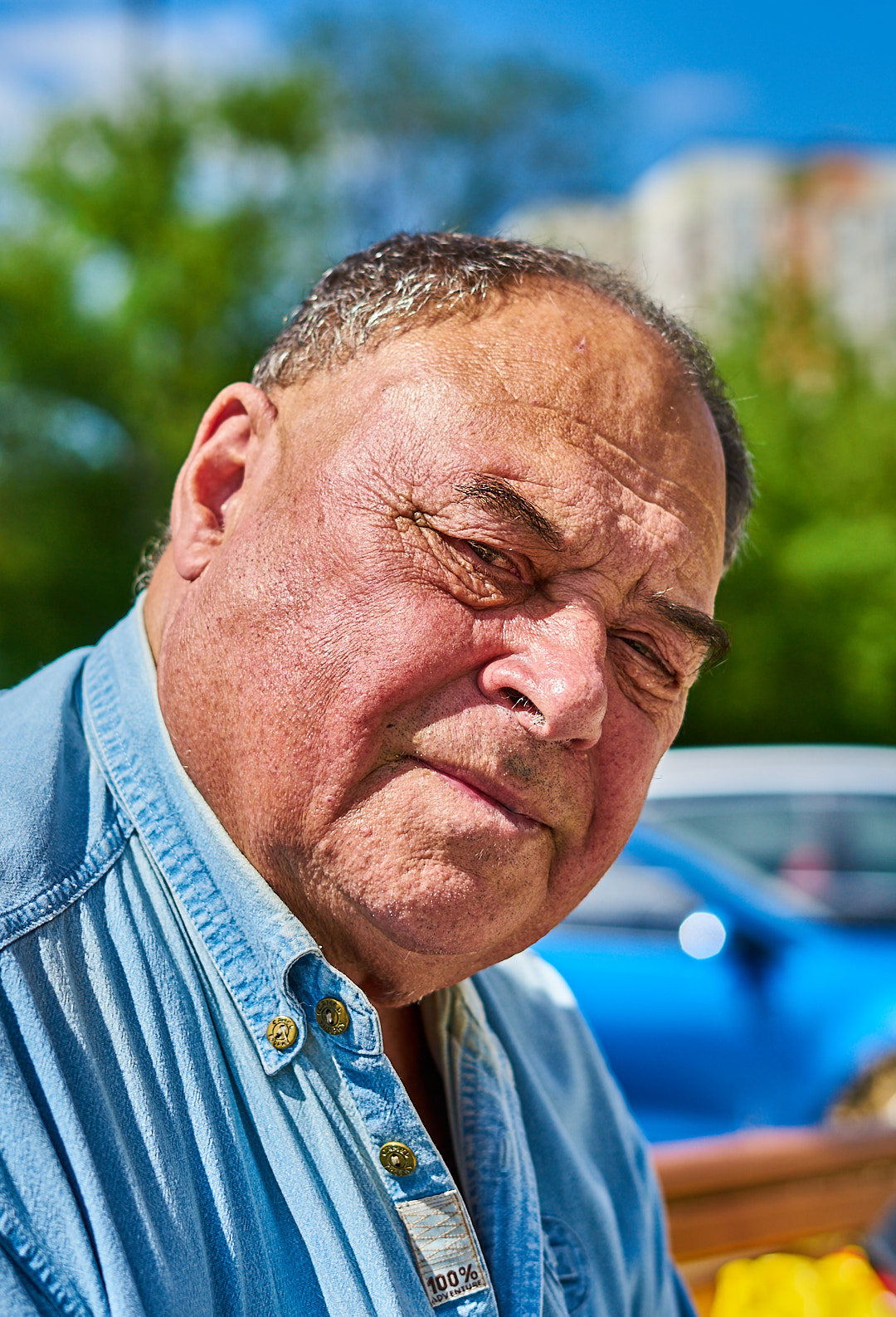

Родился 7 декабря 1938 года в городе Ворошиловск. Окончил Казанский авиационный институт по специальности самолётостроение.
С 1962 года работал в Московском ордена Ленина, ордена Октябрьской Революции авиационном институте им. Серго Орджоникидзе, занимался преподавательской и научно-исследовательской деятельностью.
В 1972 году защитил диссертацию на соискание ученой степени кандидата технических наук по теме «Исследование накладных приборов для измерения криволинейных поверхностей в авиастроении».
В 1995 году защитил докторскую диссертацию по теме: «Автоматизация технологических процессов контроля изготовления летательных аппаратов с использованием накладных шаговых устройств» по специальности «Автоматизация технологических процессов и производств».
Профессор Мельников Владимир Павлович возглавлял кафедру «Информационные технологии конструирования радиоэлектронных средств». Разработал и внедрил в образовательный процесс вуза курсы: «Управление качеством радиоэлектронных систем», «Информационные технологии», «Метрология, стандартизация и сертификация», «Конструкторско-технологическое обеспечение качества радиоэлектронных систем», «Экология», «Техническое регулирование». С 2017 года в институте Цифровой Экономики преподает курс «Информационная безопасность».
Принимает активное участие в работе общественных организаций. В 1999 году был избран действительным членом Межрегиональной общественной организации «Российская академия космонавтики им. К. Э. Циолковского». В 2003 году стал действительным членом Академии творческоведческих наук и учений (АТНУ). В период с 2004 по 2010 год возглавлял Академию информациологической и прикладной уфологии, занимавшуюся исследованиями аномальных, перспективных и пограничных явлений, разработкой научно-методического инструментария изучения неопознанных летающих объектов; профессиональной подготовкой и повышением квалификации специалистов.
С 2010 года являлся Президентом РОО «Общественная академия изучения проблем информациологической и прикладной аномалогии» (РОО АИПАН). Основатель научного направления «Аномалогия».
Умер 22 октября 2024 года в возрасте 85 лет.

## Научная деятельность
Научная деятельность Мельникова Владимира Павловича связана с изучением технологий в технике, экономике и социальной сфере. Под его руководством было организовано исследование шаговых способов и накладных информационно-технологических устройств и роботов для автоматизации контроля и технологических процессов в авиационной, космической, радиоэлектронной отраслях. Теоретические разработки Мельникова и его учеников успешно внедрены в ходе создания авиакосмического аппарата «Буран», в изделиях опытно-конструкторского бюро В. М. Мясищева и проектно-конструкторского бюро им. С. В. Ильюшина.

## Подводный Спорт
Мельников Владимир Павлович — чемпион СССР и мировой рекордсмен в нескольких дисциплинах подводного плавания. Во время аспирантуры занимался разработкой приспособлений для подводного плавания включая ласты для подводного плавания и установил рекорд СССР по глубокому нырянию (ныряние на 40 метров) и 4 мировых рекорда по скоростному подводному плаванию на 100 метров. Впоследствии Владимир Мельников основал плавательный комплекс «Дельфин» в городе Истра игравший роль городского и детского спортивного бассейна. Бассейн значительно отличался от остальных городских и детских бассейнов которые обыкновенно принимают во внимание общие стандарты безопасности своей необыкновенной глубиной и на протяжении нескольких десятилетий являлся местом тренировок основного состава сборной Московской Области по подводному спорту.

## Образование, учёные степени
- Казанский авиационный институт (КАИ) факультет самолётостроения
- Кандидат технических наук (1972)
- Доктор технических наук (1995)
- Профессор кафедры «Информационные технологии конструирования радиоэлектронных средств»[22].
- Действительный член Академии творческоведческих наук и учений
- Действительный член Межрегиональной общественной организации «Российская академия космонавтики им. К. Э. Циолковского»

## Изобретения и открытия
Мельников Владимир Павлович является автором (соавтором) двух зарегистрированных и внедренных патентов Российской Федерации, а также 10 авторских свидетельств СССР:
- Авторское свидетельство № 835663 A1 СССР, МПК B23C 1/20. Шаговый способ обработки криволинейных поверхностей: № 2356202: заявл. 03.05.1976: опубл. 07.06.1981 / В. П. Мельников, В. А. Негреба; заявитель МОСКОВСКИЙ ОРДЕНА ЛЕНИНА АВИАЦИОННЫЙ ИНСТИТУТ ИМ. СЕРГО ОРДЖОНИКИДЗЕ[23].
- Авторское свидетельство № 1179455 A1 СССР, МПК H01H 61/01, H01H 37/52. Электротепловое реле : № 3683105: заявл. 02.01.1984: опубл. 15.09.1985 / В. П. Мельников; заявитель ВСЕСОЮЗНЫЙ ОРДЕНА ТРУДОВОГО КРАСНОГО ЗНАМЕНИ НАУЧНО-ИССЛЕДОВАТЕЛЬСКИЙ,ПРОЕКТНО-КОНСТРУКТОРСКИЙ И ТЕХНОЛОГИЧЕСКИЙ ИНСТИТУТ РЕЛЕСТРОЕНИЯ[24].
- Авторское свидетельство № 1267299 A1 СССР, МПК G01R 29/12. Устройство для бесконтактного измерения переменного напряжения: № 3879847: заявл. 08.04.1985: опубл. 30.10.1986 / А. А. Муравицкий, В. П. Мельников, В. П. Короткий [и др.]; заявитель ИНСТИТУТ ЭЛЕКТРОНИКИ АН БССР[25].
- Патент № 2076378 C1 Российская Федерация, МПК H01H 61/04, H01H 71/16, H01H 71/22. Электротепловое реле с ускорением срабатывания при обрыве фазы: № 94038528/07: заявл. 12.10.1994: опубл. 27.03.1997 / В. П. Мельников; заявитель Акционерное общество открытого типа «Всероссийский научно-исследовательский, проектно-конструкторский и технологический институт релестроения с опытным производством»[26].

## Доклады и конференции
- Мельников В. П. Некоторые аспекты прикладной аномалогии: доклад на LII международной научно-общественной конференции «Естествознание и геополитика» «Зигилевские чтения». — Москва. — 24 ноября 2018 г.
- Мельников В. П. Основные положения по теории и практике Аномалогии // 1-я Международная научно-практическая конференция «Теория и практика исследований аномальных процессов и консолидированная подготовка специалистов различного уровня для авиационной и ракетно-космической отрасли», 14-15 декабря 2013 г., Москва: сборник трудов академии АИПАН, докладов, тезисов и сообщений / Обществ. акад. изучения проблем информациол. и прикладной аномалогии [и др.]. — Москва: Буки Веди, 2014. — С. 77-86.
- Мельников В. П. Аномальные процессы в обосновании новых типов авиакосмических систем и транспортных средств. Матер. Всероссийской научной конференции "Вузовская наука, Северо-Кавказскому февральскому округу / Под ред. Г. А. Шебзуховой, И. М. Першина, А. И. Черпобабова. Пятигорск, 2013. — Т. 2 (ч. 2) — с 35-43.

## Награды и звания
- Нагрудный знак «Изобретатель СССР»
- Бронзовая медаль ВДНХ СССР
- Медаль имени К. Э. Циолковского Федерации космонавтики Российской Федерации
- Медаль имени С. П. Королева Федерации космонавтики Российской Федерации
- Почётный работник высшего профессионального образования Российской Федерации
- Медаль «100 лет профсоюзам России»
- Медаль «В память 850-летия Москвы»

## Основные работы

### Книги
- Управление качеством: учебник для студентов образовательных учреждений среднего профессионального образования, обучающихся по специальностям "Технология машиностроения" / В. П. Мельников. — М.: Academia, 2005. — ISBN 5-7695-1570-8.
- Информационная безопасность и защита информации: учебное пособие для студ. вузов по спец. "Информационные системы и технологии" / В. П. Мельников. — М.: Академия, 2012. — 336 с.
- Компьютерные технологии инновационно-инвестиционной наукоемкой деятельности / В. П. Мельников. — М., 2001. — ISBN 978-5-7695-5732-3.
- Информационные технологии: учебник для студентов высших учебных заведений, обучающихся по специальностям "Автоматизированные системы обработки информации и управления", "Информационные системы и технологии" / В. П. Мельников. — М.: Академия, 2008. — ISBN 978-5-7695-3950-3.

### Статьи
- Мельников В. П. Типологический подход к определению уровня качества объектов и процессов в управлении организационными системами // Вестник Брянского государственного технического университета 2017 : журнал. — 2017. — № 1(54). — С. 162—170.
- Мельников В. П. Информационная война и современные оружейные технологии // Россия: тенденции и перспективы развития : сборник. — 2017. — Т. 12—2. — С. 156—162.
- Мельников В. П. Аспекты адаптивного маркетингового управления инновационной деятельностью в жизненном цикле организации // Вестник Воронежского государственного технического университета : журнал. — 2012. — Т. 8, № 7—1. — С. 7—13.